# Mynyddbach
Mynyddbach ou Mynydd-bach est une communauté de la cité et comté de Swansea, au pays de Galles.

## Géographie
Mynyddbach est une banlieue située à 5,5 km au nord du centre-ville de Swansea.

## Démographie
Au recensement de 2011, la communauté de Mynyddbach comptait 8 872 habitants.